# Colonia las Malvinas
Colonia las Malvinas är en ort i Mexiko.   Den ligger i kommunen Tangancícuaro och delstaten Michoacán de Ocampo, i den centrala delen av landet, 300 km väster om huvudstaden Mexico City. Colonia las Malvinas ligger 1 723 meter över havet och antalet invånare är 2 397.
Terrängen runt Colonia las Malvinas är huvudsakligen kuperad, men österut är den platt. Runt Colonia las Malvinas är det ganska tätbefolkat, med 116 invånare per kvadratkilometer. Närmaste större samhälle är Zamora, 13,3 km nordväst om Colonia las Malvinas. Trakten runt Colonia las Malvinas består till största delen av jordbruksmark.